# Ели Барнави
Ели Барнави (роден в Букурещ през 1946 г.) е израелски историк и бивш посланик на Израел в Париж.
Барнави емигрира на 12-годишна възраст с родителите си в Израел. Следва история и политически науки в Йерусалим и Тел Авив. Защитава докторат в Сорбоната.
По-късно е университетски преподавател в Тел Авив и Париж. В периода 2000-2002 г. е израелски посланик във Франция.
Барнави е член на пацифистката организация Peace now. Един от основателите на Европейския музей в Брюксел.
Ели Барнави е носител на Grand Prix de la Francophonie на Френската академия за цялостно творчество (2007), Prix Aujourd'hui за книгата му Les religions meurtrières (2007) и наградата „Монтен“ за книгата му L’Europe frigide: réflexions sur un projet inachevé (2009).